# Horacio Cordero
Horacio Raúl Cordero (Buenos Aires, 22 maggio 1950) è un allenatore di calcio ed ex calciatore argentino, di ruolo centrocampista.

## Palmarès

### Allenatore

#### Competizioni nazionali
- Campionato guatemalteco: 2

Comunicacciones: 2002-2003 Apertura, 2002-2003 Clausura